# Клифсајд (Северна Каролина)
Клифсајд (енгл. Cliffside) насељено је место без административног статуса у америчкој савезној држави Северна Каролина.

## Демографија
По попису из 2010. године број становника је 611.
| Група             | 2000.    | 2010.       |
| Белци             | 0 (0,0%) | 551 (90,2%) |
| Афроамериканци    | 0 (0,0%) | 30 (4,9%)   |
| Азијати           | 0 (0,0%) | 0 (0,0%)    |
| Хиспаноамериканци | 0 (0,0%) | 25 (4,1%)   |
| Укупно            | 0        | 611         |